# Rio Bilca Tulbure
O Rio Bilca Tulbure é um rio da Romênia afluente do Rio Bilca, localizado no distrito de Bacău.